# Love (labdarúgó)
Love, polgári nevén Arsénio Sebastião Cabungula (Luanda, 1979. március 14. –) angolai válogatott labdarúgó.

## Pályafutása

### A válogatottban
2001 és 2014 között 79 alkalommal szerepelt az angolai válogatottban és 11 gólt szerzett. Részt vett a 2006-is németországi világbajnokságon.

## Fordítás
- Ez a szócikk részben vagy egészben  a   Love (footballer) című angol Wikipédia-szócikk fordításán alapul.  Az eredeti cikk szerkesztőit annak laptörténete sorolja fel. Ez a jelzés csupán a megfogalmazás eredetét és a szerzői jogokat jelzi, nem szolgál a cikkben szereplő információk forrásmegjelöléseként.